# Німан Йосип Григорович
Йосип Григорович Німан (в рос. транскрипції Нєман; 13 (26 лютого 1903 — 18 листопада 1952) — український радянський вчений і конструктор (єврейського походження) в області авіаційної техніки, професор (1938).

## Біографія
Народився в Білостоці Гродненської губернії у єврейській сім'ї. Батько — тесля, мати — швачка.

У роки Громадянської війни вступив добровольцем у Червону Армію. Служив політпросвітпрацівником політвідділу 4 армії, потім — у політуправлінні Харківського військового округу та Українського військового округу.
З 1926 — в КБ К. О. Калініна. Брав участь у створенні низки літаків ДКБ. Закінчив Харківський технологічний інститут (1929).
З 1936 — головний конструктор КБ заводу № 135. Призначений після арешту, звинуваченню у шкідництві попереднього генконструктора Калініна К. О. (був арештований після аварії гіганта-літака Калінін-К-7)
У 1930–1938 (в 1936–1938 рр. — за сумісництвом) і 1944–1952 роках завідувач кафедри конструкції літаків Харківського авіаційного інституту. Під його керівництвом створено перший в Європі швидкісний пасажирський літак ХАІ-1 з шасі, що прибирається в польоті; навчально-бойовий літак ХАІ-3, швидкісні літаки-розвідники ХАІ-5 (Р-10), ХАІ-6 і штурмовики «Іванов», ХАІ-51, ХАІ-52.

### Участь в розробці ХАІ-1
ХАІ-1 можна віднести до дослідних машин; літак проектувався не на ХАЗі й був побудований на громадських засадах. У ті роки занадто повільно росла швидкість літаків (з 1929 по 1931 вона збільшилася з 190 км/год тільки до 200 км/год), і рішенням цієї проблеми зайнявся саме молодий харківський інженер Й. Г. Німан, завідувач кафедри ХАІ. Роботою над проектом він завантажив своїх найобдарованіших студентів, і група Німана створила ХАІ-1 — низькоплан із вільнонесучим крилом і абсолютним нововведенням — шасі, що складається.
Без усякої фінансової вигоди ХАЗ узявся побудувати ХАІ-1 у позаурочний час. Літак був побудований у рекордний термін — 180 днів. У жовтні 1932 відбувся перший дослідний політ ХАІ-1, а у січні 1933 пілот уперше прибрав шасі в польоті. Додаткова швидкість склала 40 км/год. 30 січня літак розвинув швидкість 292 км/год, що відразу вивело його на перше місце в Європі й друге у світі серед швидкісних пасажирських машин. Навесні 1933 року літак був запущений у виробництво ще до закінчення державних випробувань.

### Арешт. Подальша реабілітація
Заарештований у 11 грудня 1938 р., засуджений до 15 років таборів за «організацію шкідництва на заводі і як агент іноземної розвідки».
Після арешту працював у ЦКБ-29 НКВС СРСР над створенням бомбардувальників Пе-2, Ту-2.
Постановою Президії Верховної Ради СРСР від 19 липня 1941 достроково звільнений від подальшого відбування покарання зі зняттям судимості.
 Після звільнення, працював в ДКБ авіазаводу в Омську. З 1942 р. на заводі № 22 (м. Казань) заступником Володимира Михайловича Мясіщєва.
Помер від лейкемії.
 Похований на 2-му міському кладовищі в Харкові.
Ухвалою Військової колегії Верховного суду СРСР від 5 листопада 1955 реабілітований.

## Нагороди
- Орден Червоної Зірки . Нагороджений 17 серпня 1933 року «За створення і будівництво пасажирського літака, що відрізняється винятковими льотними якостями».
- Медаль «За доблесну працю у Великій Вітчизняній війні 1941—1945 рр.»